# El Salvador (Jerez de la Frontera)
El Salvador es un barrio del centro histórico de la ciudad de Jerez de la Frontera, Andalucía, España.
Es el barrio más amplio del centro histórico intramuros, abarcando casi la mitad del recinto amurallado. Concentraba tanto el poder militar como religioso, destacando el Alcázar y la antigua mezquita mayor, actualmente Catedral de Jerez.
Situado en la zona sur del recinto histórico, tiene límites con todas las collaciones del casco histórico, salvo con el barrio de San Juan, y alberga el único colegio público del casco histórico jerezano, el CEIP Miguel de Cervantes.
Su origen como barrio data de las collaciones marcadas por Alfonso X El Sabio tras la Reconquista de la ciudad. Convirtió la antigua mezquita mayor en la Iglesia del Salvador, posteriormente declarada Catedral.
Ya que se trataba de la collación dedicada por el rey cristiano a Dios "El Salvador" por acoger la iglesia mayor de la ciudad, su territorio era relevantemente mayor.

## Lugares de interés
- Catedral de Jerez
- Alcázar de Jerez
- Convento del Espíritu Santo
- Palacio de los Condes de Puerto Hermoso
- Palacio de Bertemati
- Alameda Vieja
- Plaza del Arroyo
- Puerta del Arroyo
- Palacio del Virrey Laserna